# Danh sách đơn vị hành chính cấp hương của Hà Nam

## Hà Nam

### Trịnh Châu
| Thành phố cấp địa khu Trịnh Châu quản lí 12 đơn vị hành chính cấp huyện, trong đó quản lí trực tiếp 5 quận, 1 quận dân tộc, 1 huyện và quản lí đại thể 5 thành phố cấp huyện. Các đơn vị hành chính cấp huyện này được chia thành... đơn vị hành chính cấp hương, bao gồm... nhai đạo,... trấn và... hương. | |
| Trung Nguyên | Nhai đạo |
| Trung Nguyên | Lâm Sơn Trại, Kiến Thiết Lộ, Miên Phưởng Lộ, Tần Lĩnh Lộ, Đồng Bách Lộ, Tam Quan Miếu, Lục Đông Thôn, Nhữ Hà Lộ, Hàng Hải Tây Lộ, Trung Nguyên Tây Lộ, Tây Lưu Hồ, Tu Thủy, Liên Hồ, Liễu Hồ |
| Nhị Thất | Nhai đạo |
| Nhị Thất | Hoài Hà Lộ, Giải Phóng Lộ, Minh Công Lộ, Nhất Mã Lộ, Mật Phong Trương, Ngũ Lý Bảo, Đại Học Lộ, Kiến Trung Nhai, Phúc Hoa Nhai, Đức Hóa Nhai, Tung Sơn Lộ, Kinh Quảng Lộ, Trường Giang Lộ, Nhân Hòa Lộ, Hầu Trại |
| Nhị Thất | Trấn |
| Nhị Thất | Mã Trại |
| Kim Thủy | Nhai đạo |
| Kim Thủy | Kinh Bát Lộ, Hoa Viên Lộ, Nhân Dân Lộ, Đỗ Lĩnh, Đại Thạch Kiều, Nam Dương Lộ, Nam Dương Tân Thôn, Văn Hóa Lộ, Phong Sản Lộ, Đông Phong Lộ, Bắc Lâm Lộ, Vị Lai Lộ, Phượng Hoàng Đài, Long Tử Hồ, Tế Thành Lộ, Hưng Đạt Lộ, Quốc Cơ Lộ, Dương Kim Lộ, Phong Khánh Lộ, Như Ý Hồ, Bác Học Lộ, Long Hồ, Long Nguyên Lộ, Kim Quang Lộ |
| Thượng Nhai | Nhai đạo |
| Thượng Nhai | Tế Nguyên Lộ, Trung Tâm Lộ, Tân An Lộ, Công Nghiệp Lộ, Khoáng Sơn |
| Thượng Nhai | Trấn |
| Thượng Nhai | Hạp Oa |
| Huệ Tể | Nhai đạo |
| Huệ Tể | Tân Thành, Lưu Trại, Giang Sơn Lộ, Trường Hưng Lộ, Nghênh Tân Lộ, Đại Hà Lộ |
| Huệ Tể | Trấn |
| Huệ Tể | Hoa Viên Khẩu, Cổ Huỳnh |
| Quản Thành | Nhai đạo |
| Quản Thành | Bắc Hạ Nhai, Tây Đại Nhai, Nam Quan Nhai, Thành Đông Lộ, Đông Đại Nhai, Nhị Lý Cương, Lũng Hải Mã Lộ, Tử Kinh Sơn Nam Lộ, Hàng Hải Đông Lộ, Thập Bát Lý Hà, Nam Tào, Kim Đại, Thương Đô Lộ |
| Quản Thành | Hương |
| Quản Thành | Phố Điền |
| Trung Mưu | Nhai đạo |
| Trung Mưu | Thanh Niên Lộ, Đông Phong Lộ, Quảng Huệ Nhai, Dương Kiều, Dụ Hưng |
| Trung Mưu | Trấn |
| Trung Mưu | Hàn Tự, Quan Độ, Lang Thành Cương, Vạn Than, Bạch Sa, Trịnh Am, Hoàng Điếm, Đại Mạnh, Lưu Tập, Nhạn Minh Hồ, Diêu Gia |
| Trung Mưu | Hương |
| Trung Mưu | Điêu Gia |
| Củng Nghĩa | Nhai đạo |
| Củng Nghĩa | Tân Hoa Lộ, Đỗ Phủ Lộ, Vĩnh An Lộ, Hiếu Nghĩa, Tử Kinh Lộ |
| Củng Nghĩa | Trấn |
| Củng Nghĩa | Mễ Hà, Tân Trung, Tiểu Quan, Trúc Lâm, Đại Dục Câu, Hà Lạc, Trạm Nhai, Khang Điếm, Bắc Sơn Khẩu, Tây Thôn, Chi Điền, Hồi Quách, Lỗ Trang, Giáp Tân Khẩu, Thiệp Thôn |
| Huỳnh Dương | Nhai đạo |
| Huỳnh Dương | Tác Hà, Kinh Thành Lộ |
| Huỳnh Dương | Trấn |
| Huỳnh Dương | Kiều Lâu, Dự Long, Quảng Vũ, Vương Thôn, Tỷ Thủy, Cao Sơn, Lưu Hà, Thôi Miếu, Giả Dục |
| Huỳnh Dương | Hương |
| Huỳnh Dương | Thành Quan, Cao Thôn |
| Huỳnh Dương | Hương dân tộc |
| Huỳnh Dương | Kim Trại |
| Tân Mật | Nhai đạo |
| Tân Mật | Thanh Bình Nhai, Tân Hoa Lộ, Tây Đại Nhai, Khoáng Khu |
| Tân Mật | Trấn |
| Tân Mật | Thành Quan, Mễ Thôn, Ngưu Điếm, Bình Mạch, Siêu Hóa, Cẩu Đường, Đại Ngỗi, Lưu Trại, Bạch Trại, Nhạc Thôn, Lai Tập, Khúc Lương |
| Tân Mật | Hương |
| Tân Mật | Viên Trang |
| Tân Trịnh | Nhai đạo |
| Tân Trịnh | Tân Kiến Lộ, Tân Hoa Lộ, Tân Yên |
| Tân Trịnh | Trấn |
| Tân Trịnh | Tân Thôn, Tân Điếm, Quan Âm Tự, Lê Hà, Hòa Trang, Tiết Điếm, Mạnh Trang, Quách Điếm, Long Hồ |
| Tân Trịnh | Hương |
| Tân Trịnh | Thành Quan |
| Đăng Phong | Nhai đạo |
| Đăng Phong | Tung Dương, Thiếu Lâm, Trung Nhạc |
| Đăng Phong | Trấn |
| Đăng Phong | Đại Kim Điếm, Toánh Dương, Lư Điếm, Cáo Thành, Đại Dã, Tuyên Hóa, Từ Trang, Đông Hoa, Đường Trang |
| Đăng Phong | Hương |
| Đăng Phong | Bạch Bình, Quân Triệu, Thạch Đạo |

### Khai Phong
| Thành phố cấp địa khu Khai Phong quản lí trực tiếp 9 đơn vị hành chính cấp huyện, bao gồm 4 quận, 1 quận dân tộc và 4 huyện. Các đơn vị hành chính cấp huyện này được chia thành... đơn vị hành chính cấp hương, bao gồm... nhai đạo,... trấn và... hương. | |
| Long Đình | Nhai đạo |
| Long Đình | Bắc Thư Điếm, Ngọ Triêu Môn, Đại Hưng, Bắc Đạo Môn, Thành Tây, Lương Uyển, Tống Thành, Tân Thành                                     |
| Long Đình | Trấn |
| Long Đình | Hạnh Hoa Doanh |
| Long Đình | Hương |
| Long Đình | Bắc Giao, Liễu Viên Khẩu, Tây Giao, Thủy Đạo                                                                                         |
| Cổ Lâu | Nhai đạo |
| Cổ Lâu | Tướng Quốc Tự, Tân Hoa, Ngọa Long, Châu Kiều, Tây Ti Môn, Nam Uyển, Ngũ Nhất, Tiên Nhân Trang                                        |
| Vũ Vương Đài | Nhai đạo |
| Vũ Vương Đài | Tam Lý Bảo, Tân Môn Quan, Phồn Tháp, Quan Phường, Thái Thị                                                                           |
| Vũ Vương Đài | Hương |
| Vũ Vương Đài | Nam Giao, Uông Truân |
| Tường Phù | Trấn |
| Tường Phù | Thành Quan, Trần Lưu, Cừu Lâu, Bát Lý Loan, Khúc Hưng, Chu Tiên, La Vương                                                            |
| Tường Phù | Hương |
| Tường Phù | Bán Pha Điếm, Lưu Điếm, Viên Phường, Đỗ Lương, Hưng Long, Tây Khương Trại, Vạn Long, Phạm Thôn                                       |
| Thuận Hà | Nhai đạo |
| Thuận Hà | Thanh Bình, Thiết Tháp, Tào Môn, Tống Môn, Công Nghiệp, Bình Quả Viên                                                                |
| Thuận Hà | Hương |
| Thuận Hà | Đông Giao, Thổ Bách Cương |
| Kỷ | Nhai đạo |
| Kỷ | Kim Thành |
| Kỷ | Trấn |
| Kỷ | Ngũ Lý Hà, Phó Tập, Ngữ Trấn, Cao Dương, Cát Cương, Dương Cố, Hình Khẩu                                                              |
| Kỷ | Hương |
| Kỷ | Bùi Thôn Điếm, Tông Điếm, Bản Mộc, Trúc Lâm, Quan Trang, Hồ Cương, Tô Mộc, Sa Ốc, Bình Thành, Nê Câu, Thị Viên, Tây Trại, Thành Giao |
| Thông Hứa | Nhai đạo |
| Thông Hứa | Hàm Bình |
| Thông Hứa | Trấn |
| Thông Hứa | Thụ Cương, Ngọc Hoàng Miếu, Tứ Sở Lâu, Chu Sa, Trường Trí                                                                            |
| Thông Hứa | Hương |
| Thông Hứa | Phùng Trang, Tôn Doanh, Đại Cương Lý, Để Các, Luyện Thành, Lệ Trang                                                                  |
| Úy Thị | Nhai đạo |
| Úy Thị | Lưỡng Hồ |
| Úy Thị | Trấn |
| Úy Thị | Vị Xuyên, Chu Khúc, Thái Trang, Vĩnh Hưng, Trương Thị, Thập Bát Lý, Thủy Pha, Đại Doanh, Trang Đầu                                   |
| Úy Thị | Hương |
| Úy Thị | Hình Trang, Đại Mã, Cương Lý, Môn Lâu Nhậm, Đại Kiều, Nam Tào, Tiểu Trần                                                             |
| Lan Khảo | Nhai đạo |
| Lan Khảo | Lan Dương, Đồng Hương, Huệ An |
| Lan Khảo | Trấn |
| Lan Khảo | Cố Dương, Nam Chương, Khảo Thành, Hồng Miếu, Cốc Doanh, Đông Bá Đầu, Tiểu Tống, Nghi Phong                                           |
| Lan Khảo | Hương |
| Lan Khảo | Tam Nghĩa Trại, Mạnh Trại, Hứa Hà, Bồ Đào Giá, Diêm Lâu                                                                              |

### Lạc Dương
| Thành phố cấp địa khu Lạc Dương quản lí 15 đơn vị hành chính cấp huyện, trong đó quản lí trực tiếp 5 quận, 1 quận dân tộc, 8 huyện và quản lí đại thể 1 thành phố cấp huyện. Các đơn vị hành chính cấp huyện này được chia thành... đơn vị hành chính cấp hương, bao gồm... nhai đạo,... trấn và... hương. | |
| Lão Thành | Nhai đạo |
| Lão Thành | Tây Quan, Tây Nam Ngung, Tây Bắc Ngung, Đông Nam Ngung, Đông Bắc Ngung, Nam Quan, Lạc Phổ, Mang Sơn, Đạo Bắc Lộ                                     |
| Tây Công | Nhai đạo |
| Tây Công | Vương Thành Lộ, Kim Cốc Viên Lộ, Tây Công, Mang Lĩnh Lộ, Đường Cung Lộ, Hán Truân Lộ, Khải Toàn Đông Lộ, Lạc Bắc, Hồng Sơn                          |
| Giản Tây | Nhai đạo |
| Giản Tây | Hồ Bắc Lộ, Thiên Tân Lộ, Trường Xuân Lộ, Nam Xương Lộ, Trường An Lộ, Trùng Khánh Lộ, Trịnh Châu Lộ, Vũ Hán Lộ, Châu Giang Lộ, Chu Sơn Lộ, Công Nông |
| Cát Lợi | Nhai đạo |
| Cát Lợi | Tây Hà Viện, Khang Nhạc, Cát Lợi, Hà Dương |
| Lạc Long | Nhai đạo |
| Lạc Long | Khai Nguyên Lộ, Long Môn Thạch Quật, Quan Lâm, Thái Khang Đông Lộ, Cổ Thành, Khoa Kỹ Viên, Thúy Vân Lộ, Long Môn, Học Phủ, Định Đỉnh Môn            |
| Lạc Long | Trấn |
| Lạc Long | An Nhạc, Bạch Mã Tự, Lý Lâu, Khấu Điếm, Chư Cát, Lý Thôn, Bàng Thôn, Điền Trang                                                                     |
| Triền Hà | Nhai đạo |
| Triền Hà | Đông Quan, Triền Tây, Ngũ Cổ Lộ, Bắc Diêu, Tháp Loan, Dương Văn, Hoa Lâm                                                                            |
| Triền Hà | Hương dân tộc |
| Triền Hà | Triền Hà |
| Mạnh Tân | Trấn |
| Mạnh Tân | Thành Quan, Hội Minh, Bình Nhạc, Tống Trang, Bạch Hạc, Triêu Dương, Tiểu Lãng Để, Ma Truân, Hoành Thủy, Thường Đại                                  |
| Tân An | Trấn |
| Tân An | Thành Quan, Thạch Tự, Ngũ Đầu, Từ Giản, Thiết Môn, Nam Lý Thôn, Bắc Dã, Thương Đầu, Chính Thôn, Thạch Tỉnh, Thanh Yếu Sơn                           |
| Loan Xuyên | Trấn |
| Loan Xuyên | Thành Quan, Xích Thổ Điếm, Hợp Dục, Đàm Đầu, Tam Xuyên, Lãnh Thủy, Đào Loan, Thạch Miếu, Miếu Tử, Sư Tử Miếu, Bạch Thổ, Khiếu Hà                    |
| Loan Xuyên | Hương |
| Loan Xuyên | Loan Xuyên, Thu Bái |
| Tung | Trấn |
| Tung | Thành Quan, Điền Hồ, Cựu Huyện, Xa Thôn, Diêm Trang, Đức Đình, Đại Chương, Bạch Hà, Chỉ Phòng, Phạn Pha, Cửu Cao, Lục Hồn                           |
| Tung | Hương |
| Tung | Đại Bình, Hà Thôn, Hoàng Trang, Mộc Thực Nhai |
| Nhữ Dương | Trấn |
| Nhữ Dương | Thành Quan, Thượng Điếm, Phó Điếm, Tiểu Điếm, Tam Truân, Lưu Điếm, Nội Phụ, Đào Doanh                                                               |
| Nhữ Dương | Hương |
| Nhữ Dương | Bách Thụ, Thập Bát Bàn, Cập Thôn, Vương Bình, Thái Điếm                                                                                             |
| Nghi Dương | Trấn |
| Nghi Dương | Thành Quan, Liễu Tuyền, Hàn Thành, Bạch Dương, Hương Lộc Sơn, Cẩm Bình, Tam Hương, Trương Ổ, Liên Trang, Triệu Bảo, Phiền Thôn, Cao Thôn            |
| Nghi Dương | Hương |
| Nghi Dương | Diêm Trấn, Hoa Quả Sơn, Thượng Quan, Đổng Vương Trang                                                                                               |
| Lạc Ninh | Trấn |
| Lạc Ninh | Thành Quan, Thượng Qua, Hạ Dục, Hà Để, Hưng Hoa, Đông Tống, Mã Điếm, Cố Huyền, Triệu Thôn, Trường Thủy, Cảnh Dương                                  |
| Lạc Ninh | Trấn dân tộc |
| Lạc Ninh | Vương Phạm |
| Lạc Ninh | Hương |
| Lạc Ninh | Thành Giao, Tiểu Giới, La Lĩnh, Để Trương, Trần Ngô, Giản Khẩu                                                                                      |
| Y Xuyên | Nhai đạo |
| Y Xuyên | Thành Quan, Hà Tân |
| Y Xuyên | Trấn |
| Y Xuyên | Minh Cao, Thủy Trại, Bành Bà, Bạch Sa, Giang Tả, Cao Sơn, Lữ Điếm, Bán Pha, Tửu Hậu, Bạch Nguyên, Nha Lĩnh, Cát Trại                                |
| Y Xuyên | Hương |
| Y Xuyên | Bình Đẳng |
| Yển Sư | Nhai đạo |
| Yển Sư | Thương Thành, Hòe Tân, Thủ Dương Sơn, Y Lạc |
| Yển Sư | Trấn |
| Yển Sư | Địch Trấn, Nhạc Than, Cố Huyền, Câu Thị, Phủ Điếm, Cao Long, Sơn Hóa, Mang Lĩnh, Đại Khẩu                                                           |

### Bình Đỉnh Sơn
| Thành phố cấp địa khu Bình Đỉnh Sơn quản lí 10 đơn vị hành chính cấp huyện, trong đó quản lí trực tiếp 4 quận, 4 huyện và quản lí đại thể 2 thành phố cấp huyện. Các đơn vị hành chính cấp huyện này được chia thành... đơn vị hành chính cấp hương, bao gồm... nhai đạo,... trấn và... hương. | |
| Tân Hoa | Nhai đạo |
| Tân Hoa | Thự Quang, Quang Minh Lộ, Trung Hưng Lộ, Khoáng Công Lộ, Tây Thị Tràng, Tân Tân Nhai, Thanh Thạch Sơn, Trạm Hà Bắc Lộ, Cao Hoàng                               |
| Tân Hoa | Trấn |
| Tân Hoa | Tiêu Điếm |
| Vệ Đông | Nhai đạo |
| Vệ Đông | Đông An Lộ, Ưu Việt Lộ, Ngũ Nhất Lộ, Kiến Thiết Lộ, Đông Hoàn Lộ, Đông Công Nhân Trấn, Quang Hoa Lộ, Hồng Ưng, Thân Lâu, Bắc Hoàn Lộ, Đông Cao Hoàng, Bồ Thành |
| Thạch Long | Nhai đạo |
| Thạch Long | Cao Trang, Long Hưng, Nhân Dân Lộ, Long Hà |
| Trạm Hà | Nhai đạo |
| Trạm Hà | Mã Trang, Nam Hoàn Lộ, Diêu Mạnh, Cửu Lý Sơn, Khinh Công Lộ, Cao Dương Lộ, Bắc Độ, Kinh Sơn, Hà Tân                                                            |
| Trạm Hà | Hương |
| Trạm Hà | Tào Trấn |
| Bảo Phong | Nhai đạo |
| Bảo Phong | Thiết Lộ |
| Bảo Phong | Trấn |
| Bảo Phong | Thành Quan, Chu Trang, Nháo Điếm, Thạch Kiều, Thương Tửu Vụ, Đại Doanh, Trương Bát Kiều, Dương Trang, Triệu Trang                                              |
| Bảo Phong | Hương |
| Bảo Phong | Tiêu Kỳ, Tiền Doanh, Lý Trang |
| Diệp | Nhai đạo |
| Diệp | Cửu Long, Côn Dương, Diêm Đô |
| Diệp | Trấn |
| Diệp | Nhậm Điếm, Bảo An, Tiên Đài, Diệp Ấp, Liêm Thôn, Thường Thôn, Tân Điếm, Hồng Trang Dương, Cung Điếm                                                            |
| Diệp | Hương |
| Diệp | Hạ Lý, Điền Trang, Long Tuyền, Thủy Trại, Đặng Lý |
| Diệp | Hương dân tộc |
| Diệp | Mã Trang |
| Lỗ Sơn | Nhai đạo |
| Lỗ Sơn | Lộ Phong, Cầm Đài, Lỗ Dương, Hối Nguyên |
| Lỗ Sơn | Trấn |
| Lỗ Sơn | Hạ Thang, Lương Oa, Trương Quan Doanh, Trương Lương, Nghiêu Sơn, Ngõa Ốc, Triệu Thôn                                                                           |
| Lỗ Sơn | Hương |
| Lỗ Sơn | Tứ Khỏa Thụ, Đoàn Thành, Hùng Bối, Nhượng Hà, Quan Âm Tự, Chiêu Bình Đài Khố Khu, Bối Tư, Thương Đầu, Đồng Chu, Trương Điếm, Tân Tập, Cổn Tử Doanh, Mã Lâu     |
| Giáp | Nhai đạo |
| Giáp | Long Sơn, Đông Thành |
| Giáp | Trấn |
| Giáp | Trủng Đầu, An Lương, Đường Nhai, Tiết Điếm, Trường Kiều, Tỳ Ba, Hoàng Đạo, Lý Khẩu                                                                             |
| Giáp | Hương |
| Giáp | Vương Tập, Bạch Miếu, Quảng Khoát Thiên Địa, Tra Nguyên |
| Giáp | Hương dân tộc |
| Giáp | Diêu Trang |
| Vũ Cương | Nhai đạo |
| Vũ Cương | Ô Khẩu, Tự Pha, Chu Lan, Viện Lĩnh, Khoáng Kiến, Thiết Sơn, Hồng Sơn                                                                                           |
| Vũ Cương | Trấn |
| Vũ Cương | Thượng Điếm, Bát Đài, Doãn Tập, Bảo Lâm |
| Vũ Cương | Hương |
| Vũ Cương | Miếu Nhai, Vũ Công, Dương Trang |
| Nhữ Châu | Nhai đạo |
| Nhữ Châu | Môi Sơn, Phong Huyệt Lộ, Chung Lâu, Tẩy Nhĩ Hà, Nhữ Nam, Tử Vân Lộ                                                                                             |
| Nhữ Châu | Trấn |
| Nhữ Châu | Ký Liêu, Ôn Tuyền, Lâm Nhữ, Tiểu Truân, Dương Lâu, Mãng Xuyên, Miếu Hạ, Mễ Miếu, Lăng Đầu, Chỉ Phường, Đại Dục, Hạ Điếm, Tiêu Thôn                             |
| Nhữ Châu | Hương |
| Nhữ Châu | Vương Trại, Kỵ Lĩnh |

### An Dương
| Thành phố cấp địa khu An Dương quản lí 9 đơn vị hành chính cấp huyện, trong đó quản lí trực tiếp 4 quận, 4 huyện và quản lí đại thể 1 thành phố cấp huyện. Các đơn vị hành chính cấp huyện này được chia thành... đơn vị hành chính cấp hương, bao gồm... nhai đạo,... trấn và... hương. | |
| Văn Phong | Nhai đạo |
| Văn Phong | Đông Đại Nhai, Đầu Nhị Tam, Điềm Thủy Tỉnh, Đông Quan, Nam Quan, Tây Đại Nhai, Bắc Đại Nhai, Tây Quan, Tử Vi Đại Đạo, Quang Hoa Lộ, Vĩnh Minh Lộ, Trung Hoa Lộ                   |
| Văn Phong | Trấn |
| Văn Phong | Bảo Liên Tự |
| Bắc Quan | Nhai đạo |
| Bắc Quan | Hồng Kỳ Lộ, Giải Phóng Lộ, Đăng Tháp Lộ, Đậu Hủ Doanh, Hoàn Bắc, Chương Đông, Chương Bắc, Dân Hàng Lộ, Thự Quang Lộ                                                              |
| Bắc Quan | Trấn |
| Bắc Quan | Bách Trang |
| Ân Đô | Nhai đạo |
| Ân Đô | Mai Viên Trang, Lý Trân, Điện Hán Lộ, Sa Hán Lộ, Thiết Tây Lộ, Thủy Dã, Thanh Phong, Bắc Mông, Tương Đài                                                                         |
| Ân Đô | Hương |
| Ân Đô | Tây Giao |
| Long An | Nhai đạo |
| Long An | Điền Thôn, Chương Vũ, Văn Xương Đại Đạo, Văn Minh Đại Đạo, Thái Hành Tiểu Khu, Trung Châu Lộ                                                                                     |
| Long An | Trấn |
| Long An | Long Tuyền, Mã Đầu Giản, Thiện Ứng |
| Long An | Hương |
| Long An | Đông Phong, Mã Gia |
| An Dương | Trấn |
| An Dương | Thủy Dã, Đồng Dã, Bạch Bích, Khúc Câu, Lữ Thôn, Luân Chưởng, Thôi Gia Kiều, Tân Thôn, Hàn Lăng, Vĩnh Hòa, Đô Lý, Cao Trang                                                       |
| An Dương | Hương |
| An Dương | Lỗi Khẩu, Hứa Gia Câu, An Phong, Hồng Hà Truân, Ngõa Điếm, Bắc Quách |
| Thang Âm | Trấn |
| Thang Âm | Thành Quan, Thái Viên, Nhậm Cố, Ngũ Lăng, Nghi Câu, Bạch Doanh, Phục Đạo, Hàn Trang, Cổ Hiền                                                                                     |
| Thang Âm | Hương |
| Thang Âm | Ngõa Cương |
| Hoạt | Nhai đạo |
| Hoạt | Đạo Khẩu Trấn, Thành Quan, Cẩm Hòa |
| Hoạt | Trấn |
| Hoạt | Bạch Đạo Khẩu, Lưu Cố, Thượng Quan, Ngưu Truân, Vạn Cổ, Cao Bình, Vương Trang, Lão Điếm, Từ Chu Trại, Tiêu Hổ, Tứ Gian Phòng, Bát Lý Doanh, Triệu Doanh, Bán Pha Điếm            |
| Hoạt | Hương |
| Hoạt | Tảo Thôn, Đại Trại, Tang Thôn, Lão Gia Miếu, Ngõa Cương Trại, Tiểu Phô |
| Nội Hoàng | Trấn |
| Nội Hoàng | Thành Quan, Đông Trang, Tỉnh Điếm, Lương Trang, Hậu Hà, Sở Vượng, Điền Thị, Nhị An, Bạc Thành, Đậu Công                                                                          |
| Nội Hoàng | Hương |
| Nội Hoàng | Trương Long, Mã Thượng, Cao Đê, Lục Thôn, Trung Triệu, Tống Thôn, Thạch Bàn Truân                                                                                                |
| Lâm Châu | Nhai đạo |
| Lâm Châu | Khai Nguyên, Chấn Lâm, Long Sơn, Quế Viên |
| Lâm Châu | Trấn |
| Lâm Châu | Hợp Giản, Lâm Kỳ, Đông Diêu, Hoành Thủy, Hà Thuận, Nhậm Thôn, Diêu Thôn, Lăng Dương, Nguyên Khang, Ngũ Long, Thải Tang, Đông Cương, Quế Lâm, Trà Điếm, Thạch Bản Nham, Hoàng Hoa |

### Hạc Bích
| Thành phố cấp địa khu Hạc Bích quản lí trực tiếp 5 đơn vị hành chính cấp huyện, bao gồm 3 quận và 2 huyện. Các đơn vị hành chính cấp huyện này được chia thành... đơn vị hành chính cấp hương, bao gồm... nhai đạo,... trấn và... hương. |                                                                                            |
| Hạc Sơn | Nhai đạo                                                                                   |
| Hạc Sơn | Trung Sơn Bắc Lộ, Trung Sơn Lộ, Tân Hoa Nhai, Hạc Sơn Nhai, Cửu Khoáng Quảng Trường        |
| Hạc Sơn | Trấn                                                                                       |
| Hạc Sơn | Hạc Bích Tập                                                                               |
| Hạc Sơn | Hương                                                                                      |
| Hạc Sơn | Cơ Gia Sơn                                                                                 |
| Sơn Thành | Nhai đạo                                                                                   |
| Sơn Thành | Hồng Kỳ Nhai, Trường Phong Trung Lộ, Sơn Thành Lộ, Thang Hà Kiều, Lộc Lâu, Bảo Sơn, Đại Hồ |
| Sơn Thành | Trấn                                                                                       |
| Sơn Thành | Thạch Lâm                                                                                  |
| Kỳ Tân | Nhai đạo                                                                                   |
| Kỳ Tân | Kim Sơn, Cửu Châu Lộ, Lê Dương Lộ, Trường Giang Lộ, Thái Sơn Lộ, Thiên Sơn Lộ              |
| Kỳ Tân | Trấn                                                                                       |
| Kỳ Tân | Đại Lãi Điếm, Cự Kiều                                                                      |
| Kỳ Tân | Hương                                                                                      |
| Kỳ Tân | Thượng Dục, Đại Hà Giản                                                                    |
| Tuấn | Nhai đạo                                                                                   |
| Tuấn | Vệ Khê, Tuấn Châu, Lê Dương, Phi Sơn                                                       |
| Tuấn | Trấn                                                                                       |
| Tuấn | Thiện Đường, Đồn Tử, Tân Trấn, Tiểu Hà, Vệ Hiền, Vương Trang, Bạch Tự                      |
| Kỳ | Nhai đạo                                                                                   |
| Kỳ | Triều Ca, Kiều Minh, Vệ Đô, Linh Sơn                                                       |
| Kỳ | Trấn                                                                                       |
| Kỳ | Cao Thôn, Bắc Dương, Tây Cương, Miếu Khẩu                                                  |
| Kỳ | Hương                                                                                      |
| Kỳ | Hoàng Động                                                                                 |

### Tân Hương
| Thành phố cấp địa khu Tân Hương quản lí 12 đơn vị hành chính cấp huyện, trong đó quản lí trực tiếp 4 quận, 5 huyện và quản lí đại thể 3 thành phố cấp huyện. Các đơn vị hành chính cấp huyện này được chia thành... đơn vị hành chính cấp hương, bao gồm... nhai đạo,... trấn và... hương. | |
| Hồng Kỳ | Nhai đạo |
| Hồng Kỳ | Tây Nhai, Đông Nhai, Cừ Đông, Văn Hóa Nhai, Hướng Dương Tiểu Khu                                                                           |
| Hồng Kỳ | Trấn |
| Hồng Kỳ | Hồng Môn, Tiểu Điếm |
| Vệ Tân | Nhai đạo |
| Vệ Tân | Thắng Lợi Lộ, Giải Phóng Lộ, Trung Đồng Nhai, Kiện Khang Lộ, Tự Do Lộ, Nam Kiều, Thiết Tây                                                 |
| Vệ Tân | Trấn |
| Vệ Tân | Bình Nguyên |
| Phượng Tuyền | Nhai đạo |
| Phượng Tuyền | Bảo Tây, Bảo Đông |
| Phượng Tuyền | Trấn |
| Phượng Tuyền | Đại Khối, Cảnh Hoàng |
| Phượng Tuyền | Hương |
| Phượng Tuyền | Lộ Vương Phần |
| Mục Dã | Nhai đạo |
| Mục Dã | Đông Cán Đạo, Vinh Giáo Lộ, Bắc Cán Đạo, Hoa Viên, Vệ Bắc, Tân Huy Lộ, Hòa Bình Lộ                                                         |
| Mục Dã | Trấn |
| Mục Dã | Vương Thôn, Mục Dã |
| Tân Hương | Trấn |
| Tân Hương | Địch Pha, Tiểu Ký, Thất Lý Doanh, Lãng Công Miếu, Cổ Cố Trại, Đại Triệu Doanh                                                              |
| Tân Hương | Hương |
| Tân Hương | Hợp Hà |
| Hoạch Gia | Trấn |
| Hoạch Gia | Thành Quan, Chiếu Kính, Hoàng Đê, Trung Hòa, Từ Doanh, Phùng Trang, Kháng Thôn, Sử Trang, Thái Sơn                                         |
| Hoạch Gia | Hương |
| Hoạch Gia | Vị Trang, Đại Tân Trang |
| Nguyên Dương | Nhai đạo |
| Nguyên Dương | Dương Hòa, Nguyên Hưng |
| Nguyên Dương | Trấn |
| Nguyên Dương | Tề Nhai, Thái Bình, Phúc Ninh Tập, Quan Hán, Đại Tân                                                                                       |
| Nguyên Dương | Hương |
| Nguyên Dương | Cát Phụ Khẩu, Tưởng Trang, Đẩu Môn, Lộ Trại, Dương A, Cận Đường                                                                            |
| Diên Tân | Nhai đạo |
| Diên Tân | Văn Nham, Đàm Long, Tháp Phô |
| Diên Tân | Trấn |
| Diên Tân | Đông Truân, Phong Trang, Thạch Bà Cố, Vương Lâu                                                                                            |
| Diên Tân | Hương |
| Diên Tân | Tăng Cố, Vị Khâu, Ti Trại, Mã Trang, Tạc Thành, Du Lâm                                                                                     |
| Phong Khâu | Trấn |
| Phong Khâu | Thành Quan, Hoàng Lăng, Hoàng Đức, Ứng Cử, Trần Kiều, Triệu Cương, Lưu Quang, Phan Điếm, Lý Trang, Trần Cố, Cư Sương, Lỗ Cương, Doãn Cương |
| Phong Khâu | Hương |
| Phong Khâu | Thành Quan, Vương Thôn, Kinh Cung, Tào Cương, Phùng Thôn                                                                                   |
| Phong Khâu | Hương dân tộc |
| Phong Khâu | hương dân tộc Hồi |
| Vệ Huy | Trấn |
| Vệ Huy | Cấp Thủy, Thái Công, Tôn Hạnh Thôn, Hậu Hà, Lý Nguyên Truân, Đường Trang, Thượng Nhạc Thôn                                                 |
| Vệ Huy | Hương |
| Vệ Huy | Sư Báo Đầu, An Đô, Đốn Phường Điếm, Liễu Trang, Bàng Trại, Thành Giao                                                                      |
| Huy Huyện | Nhai đạo |
| Huy Huyện | Thành Quan, Hồ Kiều |
| Huy Huyện | Trấn |
| Huy Huyện | Bạc Bích, Dục Hà, Bách Tuyền, Mạnh Trang, Thường Thôn, Ngô Thôn, Nam Thôn, Nam Trại, Thượng Bát Lý, Bắc Vân Môn, Chiêm Thành, Ký Truân     |
| Huy Huyện | Hương |
| Huy Huyện | Hoàng Thủy, Phách Phạch Đầu, Cao Trang, Trương Thôn, Triệu Cố, Tây Bình La, Hồng Châu, Sa Diêu                                             |
| Trường Viên | Nhai đạo |
| Trường Viên | Bồ Tây, Bồ Đông, Nam Bồ, Bồ Bắc, Ngụy Trang                                                                                                |
| Trường Viên | Trấn |
| Trường Viên | Đinh Loan, Phiền Tương, Não Lý, Thường Thôn, Triệu Đê, Mạnh Cương, Mãn Thôn, Miêu Trại, Trương Tam Trại, Phương Lý, Xà Gia                 |
| Trường Viên | Hương |
| Trường Viên | Lô Cương, Vũ Khâu |

### Tiêu Tác
| Thành phố cấp địa khu Tiêu Tác quản lí 10 đơn vị hành chính cấp huyện, trong đó quản lí trực tiếp 4 quận, 4 huyện và quản lí đại thể 2 thành phố cấp huyện. Các đơn vị hành chính cấp huyện này được chia thành... đơn vị hành chính cấp hương, bao gồm... nhai đạo,... trấn và... hương. | |
| Giải Phóng | Nhai đạo |
| Giải Phóng | Dân Sinh, Dân Chủ, Tân Hoa, Tiêu Tây, Tiêu Nam, Tiêu Bắc, Thất Bách Gian, Thượng Bạch Tác, Vương Chử         |
| Trung Trạm | Nhai đạo |
| Trung Trạm | Lý Phong, Vương Phong, Chu Thôn, Phùng Phong, Long Động, Nguyệt Sơn, Đan Hà, Hứa Hành, Phủ Thành, Long Tường |
| Mã Thôn | Nhai đạo |
| Mã Thôn | Mã Thôn, Vũ Vương, Phùng Doanh, Cửu Lý Sơn, Đãi Vương, An Dương Thành, Diễn Mã                               |
| Sơn Dương | Nhai đạo |
| Sơn Dương | Đông Phương Hồng, Tiêu Đông, Bách Gian Phòng, Thái Hành, Nghệ Tân, Quang Á, Định Hòa, Trung Tinh, Tân Thành  |
| Tu Vũ | Trấn |
| Tu Vũ | Thành Quan, Thất Hiền, Tuân Phong, Chu Trang, Vân Đài Sơn                                                    |
| Tu Vũ | Hương |
| Tu Vũ | Vương Truân, Ngũ Lý Nguyên, Tây Thôn                                                                         |
| Bác Ái | Nhai đạo |
| Bác Ái | Thanh Hóa Trấn, Hồng Xương                                                                                   |
| Bác Ái | Trấn |
| Bác Ái | Bách Sơn, Nguyệt Sơn, Hứa Lương, Ma Đầu, Hiếu Kính                                                           |
| Bác Ái | Hương |
| Bác Ái | Trại Khoát, Kim Thành                                                                                        |
| Vũ Trắc | Nhai đạo |
| Vũ Trắc | Mộc Thành, Long Nguyên, Long Tuyền, Mộc Loan                                                                 |
| Vũ Trắc | Trấn |
| Vũ Trắc | Chiêm Điếm, Tây Đào, Tạ Kỳ Doanh, Đại Phong, Kiều Miếu, Khất Đương Điếm                                      |
| Vũ Trắc | Hương |
| Vũ Trắc | Gia Ứng Quan, Tam Dương, Tiểu Đổng, Đại Hồng Kiều, Bắc Quách                                                 |
| Ôn | Nhai đạo |
| Ôn | Ôn Tuyền, Nhạc Thôn, Trương Khương, Hoàng Hà                                                                 |
| Ôn | Trấn |
| Ôn | Tường Vân, Phiên Điền, Hoàng Trang, Vũ Đức, Triệu Bảo                                                        |
| Ôn | Hương |
| Ôn | Chiêu Hiền, Bắc Lãnh                                                                                         |
| Thấm Dương | Nhai đạo |
| Thấm Dương | Đàm Hoài, Hoài Khánh, Thái Hành, Thấm Viên                                                                   |
| Thấm Dương | Trấn |
| Thấm Dương | Sùng Nghĩa, Tây Hướng, Tây Vạn, Bách Hương, Sơn Vương Trang, Tử Lăng                                         |
| Thấm Dương | Hương |
| Thấm Dương | Thường Bình, Vương Triệu, Vương Khúc                                                                         |
| Mạnh Châu | Nhai đạo |
| Mạnh Châu | Đại Định, Hội Xương, Hà Ung, Hà Dương                                                                        |
| Mạnh Châu | Trấn |
| Mạnh Châu | Hóa Công, Nam Trang, Thành Bá, Cốc Đán, Triệu Hòa, Tây Quắc                                                  |
| Mạnh Châu | Hương |
| Mạnh Châu | Hòe Thụ |

### Bộc Dương
| Thành phố cấp địa khu Bộc Dương quản lí trực tiếp 6 đơn vị hành chính cấp huyện, bao gồm 1 quận và 5 huyện. Các đơn vị hành chính cấp huyện này được chia thành... đơn vị hành chính cấp hương, bao gồm... nhai đạo,... trấn và... hương. | |
| Hoa Long | Nhai đạo |
| Hoa Long | Trung Nguyên Lộ, Thắng Lợi Lộ, Kiến Thiết Lộ, Nhân Dân Lộ, Đại Khánh Lộ, Hoàng Hà Lộ, Nhậm Khâu Lộ, Trường Khánh Lộ, Bộc Đông       |
| Hoa Long | Trấn |
| Hoa Long | Nhạc Thôn |
| Hoa Long | Hương |
| Hoa Long | Mạnh Kha |
| Thanh Phong | Trấn |
| Thanh Phong | Thành Quan, Mã Trang Kiều, Ngõa Ốc, Tiên Trang, Liễu Cách, Hàn Thôn, Cố Thành, Dương Thiệu                                          |
| Thanh Phong | Hương |
| Thanh Phong | Lục Tháp, Củng Doanh, Mã Thôn, Cao Bảo, Cổ Thành, Đại Lưu, Đại Truân, Song Miếu, Chỉ Phòng                                          |
| Nam Lạc | Trấn |
| Nam Lạc | Thành Quan, Hàn Trương, Nguyên Thôn, Phúc Kham, Trương Quả Truân, Thiên Khẩu, Cốc Kim Lâu                                           |
| Nam Lạc | Hương |
| Nam Lạc | Dương Thôn, Tây Thiệu, Tự Trang, Lương Thôn, Cận Đức Cố                                                                             |
| Phạm | Trấn |
| Phạm | Thành Quan, Bộc Thành, Long Vương Trang, Cao Mã Đầu, Vương Lâu, Tân Trang, Trần Trang, Trương Trang                                 |
| Phạm | Hương |
| Phạm | Dương Tập, Bạch Y Các, Nhan Thôn Phô, Lục Tập                                                                                       |
| Đài Tiền | Trấn |
| Đài Tiền | Thành Quan, Hầu Miếu, Tôn Khẩu, Đả Ngư Trần, Mã Lâu, Ngô Bá                                                                         |
| Đài Tiền | Hương |
| Đài Tiền | Hậu Phương, Thanh Thủy Hà, Giáp Hà                                                                                                  |
| Bộc Dương | Trấn |
| Bộc Dương | Thành Quan, Liễu Truân, Văn Lưu, Khánh Tổ, Bát Công Kiều, Từ Trấn, Hộ Bộ Trại, Lỗ Hà, Tử Ngạn, Hồ Trạng, Vương Xưng Cố, Lương Trang |
| Bộc Dương | Hương |
| Bộc Dương | Thanh Hà Đầu, Bạch Cương, Lê Viên, Ngũ Tinh, Lang Trung, Hải Thông, Cừ Thôn, Tập Thành                                              |

### Hứa Xương
| Thành phố cấp địa khu Hứa Xương quản lí 6 đơn vị hành chính cấp huyện, trong đó quản lí trực tiếp 2 quận, 2 huyện và quản lí đại thể 2 thành phố cấp huyện. Các đơn vị hành chính cấp huyện này được chia thành... đơn vị hành chính cấp hương, bao gồm... nhai đạo,... trấn và... hương. | |
| Ngụy Đô | Nhai đạo |
| Ngụy Đô | Tây Đại, Đông Đại, Tây Quan, Nam Quan, Bắc Đại, Ngũ Nhất Lộ, Cao Kiều Doanh, Đinh Trang, Dĩnh Xương, Văn Phong, Tân Hưng, Bá Lăng, Ngụy Bắc, Sản Nghiệp Tập Tụ Khu                                                     |
| Kiến An | Nhai đạo |
| Kiến An | Hứa Do, Tân Nguyên, Đặng Trang, Xương Thịnh |
| Kiến An | Trấn |
| Kiến An | Tương Quan Trì, Ngũ Nữ Điếm, Thượng Tập, Tô Kiều, Tưởng Lý Tập, Trương Phan, Linh Tỉnh |
| Kiến An | Hương |
| Kiến An | Trần Tào, Tiểu Triệu, Hà Nhai, Quế Thôn, Châm Giản, Du Lâm |
| Kiến An | Hương dân tộc |
| Kiến An | Ngải Trang |
| Yên Lăng | Trấn |
| Yên Lăng | An Lăng, Mã Lan, Bách Lương, Trần Hóa Điếm, Vọng Điền, Đại Mã, Đào Thành, Trương Kiều, Bành Điếm, Chích Nhạc, Nam Ổ, Mã Phường                                                                                         |
| Tương Thành | Trấn |
| Tương Thành | Thành Quan, Mạch Lĩnh, Dĩnh Dương, Vương Lạc, Tử Vân, Khố Trang, Thập Lý Phô, Sơn Đầu Điếm, Phần Trần |
| Tương Thành | Trấn dân tộc |
| Tương Thành | Dĩnh Kiều |
| Tương Thành | Hương |
| Tương Thành | Trạm Bắc, Tỳ Câu, Đinh Doanh, Khương Trang, Phạm Hồ, Song Miếu |
| Vũ Châu | Nhai đạo |
| Vũ Châu | Dĩnh Xuyên, Hạ Đô, Hàn Thành, Quân Đài |
| Vũ Châu | Trấn |
| Vũ Châu | Hỏa Long, Thuận Điếm, Phương Sơn, Thần Hậu, Hồng Sướng, Lương Bắc, Cổ Thành, Vô Lương, Văn Thù, Cưu Sơn, Chử Hà, Phạm Pha, Quách Liên, Chu Các, Thiển Tỉnh, Phương Cương, Hoa Thạch, Trương Đắc, Trường Trang, Tiểu Lữ |
| Vũ Châu | Hương |
| Vũ Châu | Ma Nhai |
| Vũ Châu | Hương dân tộc |
| Vũ Châu | Sơn Hóa |
| Trường Cát | Nhai đạo |
| Trường Cát | Kiến Thiết Lộ, Trường Hưng Lộ, Trường Xã Lộ, Kim Kiều Lộ |
| Trường Cát | Trấn |
| Trường Cát | Hòa Thượng Kiều, Pha Hồ, Hậu Hà, Thạch Cố, Lão Thành, Nam Tịch, Đại Chu, Đổng Thôn, Thạch Tượng, Cổ Kiều, Tăng Phúc, Phật Nhĩ Hồ                                                                                       |

### Tháp Hà
| Thành phố cấp địa khu Tháp Hà quản lí trực tiếp 5 đơn vị hành chính cấp huyện, bao gồm 3 quận và 2 huyện. Các đơn vị hành chính cấp huyện này được chia thành... đơn vị hành chính cấp hương, bao gồm... nhai đạo,... trấn và... hương. | |
| Nguyên Hối | Nhai đạo |
| Nguyên Hối | Lão Nhai, Mã Lộ Nhai, Thuận Hà Nhai, Cáp Hà Trần                                                              |
| Nguyên Hối | Trấn |
| Nguyên Hối | Đại Lưu, Âm Dương Triệu, Không Trủng Quách                                                                    |
| Nguyên Hối | Hương |
| Nguyên Hối | Vấn Thập |
| Yển Thành | Nhai đạo |
| Yển Thành | Sa Bắc, Long Tháp, Tùng Giang                                                                                 |
| Yển Thành | Trấn |
| Yển Thành | Mạnh Miếu, Thương Kiều, Bùi Thành, Tân Điếm, Long Thành, Lý Tập, Hắc Long Đàm                                 |
| Triệu Lăng | Nhai đạo |
| Triệu Lăng | Thiên Kiều Nhai, Địch Trang, Đông Thành                                                                       |
| Triệu Lăng | Trấn |
| Triệu Lăng | Triệu Lăng, Đặng Tương, Vạn Kim, Lão Oa, Cơ Thạch, Thanh Niên                                                 |
| Vũ Dương | Trấn |
| Vũ Dương | Vũ Tuyền, Ngô Thành, Bắc Vũ Độ, Liên Hoa, Tân An, Mạnh Trại, Thái Úy, Hầu Tập, Cửu Nhai, Chương Hóa           |
| Vũ Dương | Hương |
| Vũ Dương | Văn Phong, Bảo Hòa, Mã Thôn, Khương Điếm                                                                      |
| Lâm Dĩnh | Nhai đạo |
| Lâm Dĩnh | Thành Quan, Tân Thành                                                                                         |
| Lâm Dĩnh | Trấn |
| Lâm Dĩnh | Phồn Thành, Đỗ Khúc, Vương Cương, Đài Trần, Cự Lăng, Ngõa Điếm, Tam Gia Điếm, Oa Thành, Vương Mạnh, Đại Quách |
| Lâm Dĩnh | Hương |
| Lâm Dĩnh | Hoàng Đế Miếu, Cố Sương, Thạch Kiều, Trần Trang                                                               |

### Tam Môn Hiệp
| Thành phố cấp địa khu Tam Môn Hiệp quản lí 6 đơn vị hành chính cấp huyện, trong đó quản lí trực tiếp 2 quận, 2 huyện và quản lí đại thể 2 thành phố cấp huyện. Các đơn vị hành chính cấp huyện này được chia thành... đơn vị hành chính cấp hương, bao gồm... nhai đạo,... trấn và... hương. | |
| Hồ Tân | Nhai đạo |
| Hồ Tân | Hồ Tân, Tiền Tiến, Xa Trạm, Giản Hà, Đại An, Hội Hưng, Nhai Để                                                   |
| Hồ Tân | Hương |
| Hồ Tân | Giao Khẩu, Từ Chung, Cao Miếu                                                                                    |
| Thiểm Châu | Trấn |
| Thiểm Châu | Đại Doanh, Nguyên Điếm, Tây Trương Thôn, Quan Âm Đường                                                           |
| Thiểm Châu | Hương |
| Thiểm Châu | Trương Biện, Trương Loan, Thái Viên, Trương Mao, Vương Gia Hậu, Giáp Thạch, Tây Lý Thôn, Cung Tiền, Điếm Tử      |
| Mẫn Trì | Trấn |
| Mẫn Trì | Thành Quan, Anh Hào, Trương Thôn, Hồng Dương, Thiên Trì, Ngưỡng Thiều                                            |
| Mẫn Trì | Hương |
| Mẫn Trì | Nhân Thôn, Quả Viên, Trần Thôn, Pha Đầu, Đoạn Thôn, Nam Thôn                                                     |
| Lư Thị | Nhai đạo |
| Lư Thị | Hưng Hiền Lý |
| Lư Thị | Trấn |
| Lư Thị | Thành Quan, Đỗ Quan, Ngũ Lý Xuyên, Quan Đạo Khẩu, Chu Dương Quan, Quan Pha, Phạm Lý, Đông Minh, Song Long Loan   |
| Lư Thị | Hương |
| Lư Thị | Văn Dục, Hoành Giản, Song Hòe Thụ, Thang Hà, Ngõa Diêu Câu, Sư Tử Bình, Sa Hà, Từ Gia Loan, Phan Hà, Mộc Đồng    |
| Linh Bảo | Nhai đạo |
| Linh Bảo | Thiên Thu Lộ, Triêu Dương Lộ, Tân Nghĩa Nhai, Thường Thôn Lộ, Thái Sơn Lộ, Tân Khu, Đông Khu                     |
| Nghĩa Mã | Trấn |
| Nghĩa Mã | Thành Quan, Doãn Trang, Chu Dương, Dương Bình, Cố Huyện, Dự Linh, Đại Vương, Dương Điếm, Hàm Cốc Quan, Tiêu Thôn |
| Nghĩa Mã | Hương |
| Nghĩa Mã | Xuyên Khẩu, Tự Hà, Tô Thôn, Ngũ Mẫu, Tây Diêm                                                                    |

### Nam Dương
| Thành phố cấp địa khu Nam Dương quản lí 13 đơn vị hành chính cấp huyện, trong đó quản lí trực tiếp 2 quận, 10 huyện và quản lí đại thể 1 thành phố cấp huyện. Các đơn vị hành chính cấp huyện này được chia thành... đơn vị hành chính cấp hương, bao gồm... nhai đạo,... trấn và... hương. | |
| Uyển Thành | Nhai đạo |
| Uyển Thành | Đông Quan, Tân Hoa, Hán Dã, Trọng Cảnh, Xích Hổ, Ngũ Lý Bảo |
| Uyển Thành | Trấn |
| Uyển Thành | Quan Trang, Ngõa Điếm, Hồng Nê Loan, Hoàng Đài Cương, Kim Hoa, Cao Miếu |
| Uyển Thành | Hương |
| Uyển Thành | Lật Hà, Hán Trủng, Trà Am |
| Ngọa Long | Nhai đạo |
| Ngọa Long | Thất Nhất, Ngọa Long Cương, Vũ Hầu, Mai Khê, Xa Trạm, Quang Vũ, Cận Cương |
| Ngọa Long | Trấn |
| Ngọa Long | Thạch Kiều, Lạo Hà, An Cao, Bồ Sơn, Lục Doanh, Thanh Hoa, Anh Trang, Lạo Hà Pha, Tạ Trang |
| Ngọa Long | Hương |
| Ngọa Long | Thất Lý Viên, Vương Thôn |
| Nam Triệu | Trấn |
| Nam Triệu | Thành Quan, Lưu Sơn, Vân Dương, Hoàng Lộ Điếm, Nam Hà Điếm, Bản Sơn Bình, Kiều Đoan, Bạch Thổ Cương |
| Nam Triệu | Hương |
| Nam Triệu | Thành Giao, Tiểu Điếm, Hoàng Hậu, Thái Sơn Miếu, Thạch Môn, Tứ Khỏa Thụ, Mã Thị Bình, Thôi Trang |
| Phương Thành | Nhai đạo |
| Phương Thành | Phượng Thụy, Thích Chi, Giả Dương |
| Phương Thành | Trấn |
| Phương Thành | Độc Thụ, Bác Vọng, Quải Hà, Tiểu Sử Điếm, Triệu Hà, Quảng Dương, Dương Lâu, Khoán Kiều, Thanh Hà, Tứ Lý Điếm, Cổ Trang Điếm, Dương Tập, Liễu Hà, Nhị Lang Miếu                                                            |
| Phương Thành | Hương dân tộc |
| Phương Thành | Viên Điếm |
| Tây Hạp | Nhai đạo |
| Tây Hạp | Bạch Vũ, Tử Kim, Liên Hoa |
| Tây Hạp | Trấn |
| Tây Hạp | Đan Thủy, Tây Bình, Song Long, Hồi Xa, Đinh Hà, Tang Bình, Mễ Bình, Ngũ Lý Kiều, Trọng Dương, Thái Bình, Dương Thành, Nhị Lang Bình, Thạch Giới Hà, Quân Mã Hà, Điền Quan                                                 |
| Tây Hạp | Hương |
| Tây Hạp | Trại Căn |
| Trấn Bình | Nhai đạo |
| Trấn Bình | Niết Dương, Tuyết Phong, Ngọc Đô |
| Trấn Bình | Trấn |
| Trấn Bình | Thạch Phật Tự, Triều Pha, Giả Tống, Hầu Tập, Lão Trang, Lư Y, Già Sơn, Cao Khâu, Khúc Truân, Tảo Viên, Dương Doanh, An Tự Doanh, Trương Lâm, Liễu Tuyền Phô, Bành Doanh                                                   |
| Trấn Bình | Hương |
| Trấn Bình | Nhị Long, Vương Cương, Mã Trang |
| Trấn Bình | Hương dân tộc |
| Trấn Bình | Quách Trang |
| Nội Hương | Trấn |
| Nội Hương | Thành Quan, Hạ Quán, Sư Cương, Mã Sơn Khẩu, Thoan Đông, Xích Mi, Ngõa Đình, Vương Điếm, Quán Trướng, Đào Khê, Tạc Khu, Dư Quan                                                                                            |
| Nội Hương | Hương |
| Nội Hương | Bản Tràng, Đại Kiều, Triệu Điếm, Thất Lý Bình |
| Tích Xuyên | Nhai đạo |
| Tích Xuyên | Long Thành, Thương Thánh |
| Tích Xuyên | Trấn |
| Tích Xuyên | Kinh Tử Quan, Lão Thành, Hương Hoa, Hậu Pha, Đan Dương, Thịnh Loan, Kim Hà, Tự Loan, Thương Phòng, Thượng Tập, Mã Đặng |
| Tích Xuyên | Hương |
| Tích Xuyên | Tây Hoàng, Mao Đường, Đại Thạch Kiều, Thao Hà |
| Xã Kỳ | Nhai đạo |
| Xã Kỳ | Triệu Hà, Phan Hà |
| Xã Kỳ | Trấn |
| Xã Kỳ | Xa Điếm, Kiều Đầu, Nhiêu Lương, Hưng Long, Tấn Trang, Lý Điếm, Miêu Điếm, Hách Trại, Chu Tập, Hạ Oa, Thái Hòa, Đại Phùng Doanh, Mạch Pha                                                                                  |
| Xã Kỳ | Hương |
| Xã Kỳ | Đường Trang |
| Đường Hà | Nhai đạo |
| Đường Hà | Tân Hà, Văn Phong, Đông Hưng, Hưng Đường, Tứ Châu |
| Đường Hà | Trấn |
| Đường Hà | Nguyên Đàm, Trương Điếm, Quách Than, Hồ Dương, Hắc Long, Đại Hà Truân, Long Đàm, Đồng Trại Phô, Thương Đài, Thượng Truân, Tất Điếm, Thiếu Bái Tự, Kỳ Nghi, Mã Chấn Phủ                                                    |
| Đường Hà | Hương |
| Đường Hà | Thành Giao, Đồng Hà, Tảm Cương, Cổ Thành, Đông Vương Tập |
| Tân Dã | Nhai đạo |
| Tân Dã | Hán Thành, Hán Hoa |
| Tân Dã | Trấn |
| Tân Dã | Vương Trang, Sa Yển, Tân Điện Phô, Thi Am, Oai Tử, Ngũ Tinh, Lật Hà Phô, Vương Tập |
| Tân Dã | Hương |
| Tân Dã | Thành Giao, Tiền Cao Miếu, Phiền Tập, Thượng Trang, Thượng Cảng |
| Đồng Bách | Trấn |
| Đồng Bách | Thành Quan, Nguyệt Hà, Ngô Thành, Cố Huyện, Mao Tập, Đại Hà, Phụ Giang, Bình Thị, Hoài Nguyên, Hoàng Cương, An Bằng, Chu Trang, Trình Loan                                                                                |
| Đồng Bách | Hương |
| Đồng Bách | Thành Giao, Hồi Long, Tân Tập |
| Đặng Châu | Nhai đạo |
| Đặng Châu | Cổ Thành, Hoa Châu, Thoan Hà |
| Đặng Châu | Trấn |
| Đặng Châu | La Trang, Cấp Than, Nhương Đông, Mạnh Lâu, Lâm Bái, Cấu Lâm, Thập Lâm, Trương Thôn, Đô Ti, Triệu Tập, Lưu Tập, Tang Trang, Bành Kiều, Bạch Ngưu, Yêu Điếm, Cửu Long, Văn Cừ, Cao Tập, Hạ Tập, Đào Doanh, Tiểu Dương Doanh |
| Đặng Châu | Hương |
| Đặng Châu | Trương Lâu, Bùi Doanh, Long Yển |

### Thương Khâu
| Thành phố cấp địa khu Thương Khâu quản lí 9 đơn vị hành chính cấp huyện, trong đó quản lí trực tiếp 2 quận, 6 huyện và quản lí đại thể 1 thành phố cấp huyện. Các đơn vị hành chính cấp huyện này được chia thành... đơn vị hành chính cấp hương, bao gồm... nhai đạo,... trấn và... hương. | |
| Lương Viên | Nhai đạo |
| Lương Viên | Bình Nguyên, Trường Chinh, Tiền Tiến, Bạch Vân, Đông Phong, Bát Bát, Kiến Thiết, Giải Phóng |
| Lương Viên | Trấn |
| Lương Viên | Tạ Tập, Song Bát, Quan Đường, Lưu Khẩu |
| Lương Viên | Hương |
| Lương Viên | Thủy Trì Phô, Vương Lâu, Lý Trang, Tôn Phúc Tập |
| Tuy Dương | Nhai đạo |
| Tuy Dương | Cổ Thành, Văn Hóa, Đông Phương, Tân Thành, Tống Thành, Cổ Tống |
| Tuy Dương | Trấn |
| Tuy Dương | Tống Tập, Quách Thôn, Lý Khẩu, Cao Tân, Ổ Tường, Phùng Kiều, Lộ Hà, Diêm Tập, Mao Cố Đôi |
| Tuy Dương | Hương |
| Tuy Dương | Bao Công Miếu, Lâu Điếm, Lặc Mã, Lâm Hà Điếm |
| Dân Quyền | Nhai đạo |
| Dân Quyền | Lục Châu, Nam Hoa |
| Dân Quyền | Trấn |
| Dân Quyền | Nhân Hòa, Long Đường, Bắc Quan, Trình Trang, Vương Trang Trại, Tôn Lục, Bạch Vân Tự, Vương Kiều, Trang Tử, Song Tháp, Dã Cương |
| Dân Quyền | Hương |
| Dân Quyền | Bá Đảng, Hoa Viên, Lâm Thất, Hồ Tập, Chử Miếu, Lão Nhan Tập |
| Tuy | Trấn |
| Tuy | Trường Cương, Bình Cương, Chu Đường, Liệu Đê, Tây Lăng Tự, Thành Quan, Triều Trang, Thượng Truân |
| Tuy | Hương |
| Tuy | Hậu Đài, Hà Tập, Tôn Tụ Trại, Bạch Lâu, Hà Đê, Bạch Miếu, Hồ Đường, Vưu Cát Truân, Đổng Điếm, Giản Cương, Khuông Thành, Thành Giao |
| Ninh Lăng | Trấn |
| Ninh Lăng | Trương Cung, Liễu Hà, La Cương, Thạch Kiều, Hoàng Cương, Hoa Bảo |
| Ninh Lăng | Trấn dân tộc |
| Ninh Lăng | Thành Quan |
| Ninh Lăng | Hương |
| Ninh Lăng | Lưu Lâu, Trình Lâu, Kiều Lâu, Thành Giao, Dương Dịch, Khổng Tập, Triệu Thôn |
| Chá Thành | Nhai đạo |
| Chá Thành | Trường Giang Tân Thành, Phổ Đông |
| Chá Thành | Trấn |
| Chá Thành | Thành Quan, Trần Thanh Tập, Khởi Đài, Hồ Tương, Từ Thánh, An Bình, Viễn Tương, Cương Vương, Bá Cương, Trương Kiều |
| Chá Thành | Hương |
| Chá Thành | Thiệu Nguyên, Hồng Ân, Lão Vương Tập, Đại Ngỗ, Mã Tập, Ngưu Thành, Huệ Tể, Thân Kiều, Lý Nguyên, Hoàng Tập |
| Ngu Thành | Trấn |
| Ngu Thành | Thành Quan, Giới Câu, Mộc Lan, Đỗ Tập, Cốc Thục, Đại Dương Tập, Lợi Dân, Trương Tập, Trạm Tập, Sảo Cương |
| Ngu Thành | Hương |
| Ngu Thành | Hoàng Trủng, Sa Tập, Điếm Tập, Văn Tập, Mang Chủng Kiều, Lưu Điếm, Đại Hậu, Thành Giao, Trịnh Tập, Lý Lão Gia, Trấn Lý Cố, Cổ Vương Tập, Lưu Tập, Kiều Tập, Điền Miếu |
| Hạ Ấp | Trấn |
| Hạ Ấp | Thành Quan, Hội Đình, Mã Đầu, Tế Dương, Lý Tập, Xa Trạm, Dương Tập, Hàn Đạo Khẩu, Thái Bình, La Trang, Hỏa Điếm, Bắc Lĩnh, Quách Điếm |
| Hạ Ấp | Hương |
| Hạ Ấp | Tào Tập, Hồ Kiều, Kỳ Hà, Nghiệp Miếu, Trung Phong, Tang Cố, Hà Doanh, Vương Tập, Lưu Điếm Tập, Lạc Tập, Khổng Trang |
| Vĩnh Thành | Trấn |
| Vĩnh Thành | Diễn Tập, Thành Quan, Mang Sơn, Cao Trang, Toản Thành, Bùi Kiều, Mã Kiều, Tiết Hồ, Tưởng Khẩu, Trần Tập, Thập Bát Lý, Thái Khâu, Lý Trại, Miêu Kiều, Thuận Hòa, Hồi Thôn, Toản Dương, Long Cương, Mã Mục, Vương Tập, Lưu Hà, Song Kiều, Ngọa Long, Hoàng Khẩu, Tân Kiều, Điều Hà |
| Vĩnh Thành | Hương |
| Vĩnh Thành | Thành Sương, Hậu Lĩnh, Trần Quan Trang |

### Tín Dương
| Thành phố cấp địa khu Tín Dương quản lí trực tiếp 10 đơn vị hành chính cấp huyện, bao gồm 2 quận và 8 huyện. Các đơn vị hành chính cấp huyện này được chia thành... đơn vị hành chính cấp hương, bao gồm... nhai đạo,... trấn và... hương. | |
| Sư Hà | Nhai đạo |
| Sư Hà | Lão Thành, Dân Quyền, Xa Trạm, Ngũ Lý Đôn, Ngũ Tinh, Hồ Đông, Nam Loan, Kim Ngưu Sơn, Song Tỉnh, Hiền Sơn |
| Sư Hà | Trấn |
| Sư Hà | Lý Gia Trại, Ngô Gia Điếm, Đông Song Hà, Đổng Gia Hà, Sư Hà Cảng |
| Sư Hà | Hương |
| Sư Hà | Du Hà, Đàm Gia Hà, Liễu Lâm, Thập Tam Lý Kiều |
| Bình Kiều | Nhai đạo |
| Bình Kiều | Dương Sơn, Tiền Tiến, Nam Kinh Lộ, Bình Kiều, Cam Ngạn, Ngũ Lý Điếm, Bình Tây, Bình Đông, Chấn Lôi Sơn, Thổ Thành |
| Bình Kiều | Trấn |
| Bình Kiều | Minh Cảng, Ngũ Lý, Hình Tập, Bình Xương, Dương Hà, Tiêu Vương |
| Bình Kiều | Hương |
| Bình Kiều | Long Tỉnh, Hồ Điếm, Bành Gia Loan, Trường Đài, Tiêu Điếm, Vương Cương, Cao Lương Điếm, Tra Sơn |
| La Sơn | Nhai đạo |
| La Sơn | Lệ Thủy, Bảo Thành, Long Sơn |
| La Sơn | Trấn |
| La Sơn | Chu Đảng, Trúc Can, Linh Sơn, Tử Lộ, Nam Can, Thanh Sơn, Phan Tân, Bành Tân, Mãng Trương, Đông Bặc, Thiết Phô |
| La Sơn | Hương |
| La Sơn | Miếu Tiên, Định Viễn, Sơn Điếm, Chu Đường, Vưu Điếm, Cao Điếm |
| Quang Sơn | Nhai đạo |
| Quang Sơn | Huyền Sơn, Tử Thủy |
| Quang Sơn | Trấn |
| Quang Sơn | Thập Lý, Trại Hà, Tôn Thiết Phô, Mã Phán, Bát Pha Hà, Bạch Tước Viên, Chuyên Kiều |
| Quang Sơn | Hương |
| Quang Sơn | Tiên Cư, Bắc Hướng Điếm, La Trần, Ân Bằng, Nam Hướng Điếm, Yến Hà, Lương Đình, Hộc Sơn, Hòe Điếm, Văn Thù |
| Tân | Nhai đạo |
| Tân | Kim Lan Sơn |
| Tân | Trấn |
| Tân | Tân Tập, Sa Oa, Ngô Trần Hà, Tô Hà, Bát Lý Phán |
| Tân | Hương |
| Tân | Chu Hà, Đẩu Sơn Hà, Hử Loan, Thiên Cân, Tạp Phòng, Quách Gia Hà, Trần Điếm, Tiễn Hán Hà, Tứ Điếm, Điền Phô |
| Thương Thành | Nhai đạo |
| Thương Thành | Xích Thành, Niêm Ngư Sơn |
| Thương Thành | Trấn |
| Thương Thành | Thượng Thạch Kiều, Yên Cương, Song Xuân Phô, Uông Kiều, Dư Tập, Đạt Quyền Điếm, Phong Tập, Uông Cương, Quan Miếu, Kim Cương Đài |
| Thương Thành | Hương |
| Thương Thành | Hà Phượng Kiều, Lý Tập, Tô Tiên Thạch, Phục Sơn, Ngô Hà, Phùng Điếm, Trường Trúc Viên |
| Cố Thủy | Nhai đạo |
| Cố Thủy | Liệu Thành, Phiên Thành, Tú Thủy |
| Cố Thủy | Trấn |
| Cố Thủy | Trần Lâm Tử, Lê Tập, Tưởng Tập, Vãng Lưu, Quách Lục Than, Hồ Tộc Phô, Phương Tập, Tam Hà Tiêm, Đoạn Tập, Uông Bằng, Trương Quảng Miếu, Trần Tập, Vũ Miếu Tập, Phân Thủy Đình, Thạch Phật Điếm, Tuyền Hà Phô, Tổ Sư Miếu, Lý Điếm, Sa Hà Phô |
| Cố Thủy | Hương |
| Cố Thủy | Hồng Phụ, Dương Tập, Mã Canh Tập, Thảo Miếu Tập, Nam Đại Kiều, Triệu Cương, Trương Lão Phụ, Từ Tập, Phong Cảng, Liễu Thụ Điếm, Quan Đường                                                                                                   |
| Hoàng Xuyên | Nhai đạo |
| Hoàng Xuyên | Xuân Thân, Định Thành, Dặc Dương, Lão Thành |
| Hoàng Xuyên | Trấn |
| Hoàng Xuyên | Song Liễu Thụ, Tán Pha, Bặc Tháp Tập, Nhân Hòa, Phó Điếm, Tuyệt Tư, Đào Lâm Phô, Hoàng Tự Cương, Giang Gia Tập |
| Hoàng Xuyên | Hương |
| Hoàng Xuyên | Truyện Lưu Điếm, Ngụy Cương, Trương Tập, Lai Long, Long Cổ, Đàm Điếm, Thượng Du Cương, Bạch Điếm |
| Hoài Tân | Nhai đạo |
| Hoài Tân | Thuận Hà, Tân Hồ, Lan Can, Quế Hoa |
| Hoài Tân | Trấn |
| Hoài Tân | Mã Tập, Phòng Hồ, Tân Lý, Kỳ Tư, Triệu Tập |
| Hoài Tân | Hương |
| Hoài Tân | Đài Đầu, Vương Gia Cương, Cố Thành, Tam Không Kiều, Trương Lý, Đặng Loan, Trương Trang, Vương Điếm, Cốc Đôi, Lô Tập |
| Tức | Nhai đạo |
| Tức | Tiếu Lâu, Long Hồ, Hoài Hà |
| Tức | Trấn |
| Tức | Bao Tín, Hạ Trang, Đông Nhạc, Hạng Điếm, Tiểu Hồi Điếm, Tào Hoàng Lâm |
| Tức | Hương |
| Tức | Tôn Miếu, Lộ Khẩu, Bành Điếm, Dương Điếm, Trương Đào, Bạch Thổ Điếm, Cương Lý Điếm, Trường Lăng, Trần Bằng, Lâm Hà, Quan Điếm, Bát Lý Xóa                                                                                                   |

### Chu Khẩu
| Thành phố cấp địa khu Chu Khẩu quản lí 10 đơn vị hành chính cấp huyện, trong đó quản lí trực tiếp 2 quận, 7 huyện và quản lí đại thể 1 thành phố cấp huyện. Các đơn vị hành chính cấp huyện này được chia thành... đơn vị hành chính cấp hương, bao gồm... nhai đạo,... trấn và... hương. | |
| Xuyên Vị | Nhai đạo |
| Xuyên Vị | Thất Nhất Lộ, Hà Hoa Lộ, Nhân Hòa, Tiểu Kiều, Thành Nam, Thành Bắc, Văn Xương, Bàn Khẩu, Kim Hải Lộ                                                                    |
| Xuyên Vị | Nhai đạo dân tộc |
| Xuyên Vị | Trần Châu |
| Xuyên Vị | Hương |
| Xuyên Vị | Lý Phụ Khẩu, Hứa Loan |
| Hoài Dương | Nhai đạo |
| Hoài Dương | Liễu Hồ |
| Hoài Dương | Trấn |
| Hoài Dương | Tân Trạm, Lỗ Đài, Tứ Thông, Lâm Thái, An Lĩnh, Bạch Lâu |
| Hoài Dương | Trấn dân tộc |
| Hoài Dương | Thành Quan |
| Hoài Dương | Hương |
| Hoài Dương | Chu Tập, Đậu Môn, Phùng Đường, Lưu Chấn Truân, Vương Điếm, Đại Liên, Cát Điếm, Hoàng Tập, Tề Lão, Trịnh Tập, Tào Hà                                                    |
| Phù Câu | Nhai đạo |
| Phù Câu | Đồng Khâu, Phù Đình |
| Phù Câu | Trấn |
| Phù Câu | Thôi Kiều, Giang Thôn, Bạch Đàm, Cửu Viên, Luyện Tự, Đại Tân, Bao Truân, Biện Cương                                                                                    |
| Phù Câu | Hương |
| Phù Câu | Tào Lý, Sài Cương, Cố Thành, Lữ Đàm, Đại Lý Trang, Thành Giao |
| Tây Hoa | Nhai đạo |
| Tây Hoa | Oa Thành, Cơ Tử Đài, Côn Sơn, Bì Doanh |
| Tây Hoa | Trấn |
| Tây Hoa | Tây Hạ Đình, Tiêu Diêu, Phụng Mẫu, Hồng Hoa Tập, Nhiếp Đôi, Đông Hạ Đình, Tây Hoa Doanh, Chỉ Phường, Trì Doanh                                                         |
| Tây Hoa | Hương |
| Tây Hoa | Điền Khẩu, Thanh Hà Dịch, Đông Vương Doanh, Đại Vương Trang, Lý Đại Trang, Diệp Phụ Khẩu, Hoàng Kiều, Ngải Cương                                                       |
| Thương Thủy | Nhai đạo |
| Thương Thủy | Tân Thành, Đông Thành, Lão Thành |
| Thương Thủy | Trấn |
| Thương Thủy | Hoàng Trại, Luyện Tập, Ngụy Tập, Cố Tường, Bạch Tự, Ba Thôn, Đàm Trang, Đặng Thành, Hồ Cát, Hách Cương, Diêu Tập, Trương Trang                                         |
| Thương Thủy | Hương |
| Thương Thủy | Thành Quan, Bình Điếm, Viên Lão, Hóa Hà, Thư Trang, Đại Vũ, Trương Minh, Thang Trang                                                                                   |
| Trầm Khâu | Nhai đạo |
| Trầm Khâu | Đông Thành, Bắc Thành |
| Trầm Khâu | Trấn |
| Trầm Khâu | Lưu Trang Điếm, Lưu Phúc Tập, Lão Thành, Triệu Đức Doanh, Phó Tỉnh, Chỉ Điếm, Tân An Tập, Bạch Tập, Lưu Loan, Liên Trì, Hồng Sơn, Bắc Dương Tập, Hình Trang, Chu Doanh |
| Trầm Khâu | Trấn dân tộc |
| Trầm Khâu | Hòe Điếm |
| Trầm Khâu | Hương |
| Trầm Khâu | Thạch Tào Tập, Phạm Doanh, Lý Lão Trang, Phùng Doanh, Biện Lộ Khẩu |
| Đan Thành | Nhai đạo |
| Đan Thành | Minh Nam, Minh Bắc, Tân Thành |
| Đan Thành | Trấn |
| Đan Thành | Ngô Đài, Nam Phong, Bạch Mã, Ninh Bình, Nghi Lộ, Tiền Điếm, Cấp Trủng, Thạch Tào                                                                                       |
| Đan Thành | Hương |
| Đan Thành | Thành Giao, Hổ Đầu Cương, Cấp Thủy, Trương Hoàn Tập, Đinh Thôn, Song Lâu, Thu Cừ, Đông Phong, Ba Tập, Lý Lâu, Hồ Tập                                                   |
| Thái Khang | Trấn |
| Thái Khang | Thường Doanh, Tốn Mẫu Khẩu, Lão Trủng, Chu Khẩu, Mã Đầu, Long Khúc, Bản Kiều, Phù Thảo Lâu, Mã Hán, Mao Trang, Trương Tập, Thanh Tập, Đại Hứa Trại, Chuyển Lâu         |
| Thái Khang | Trấn dân tộc |
| Thái Khang | Thành Quan |
| Thái Khang | Hương |
| Thái Khang | Thành Giao, Dương Miếu, Vương Tập, Cao Hiền, Chi Ma Oa, Độc Đường, Ngũ Lý Khẩu, Cao Lãng                                                                               |
| Lộc Ấp | Nhai đạo |
| Lộc Ấp | Chân Nguyên, Cốc Dương, Vệ Chân, Minh Lộc |
| Lộc Ấp | Trấn |
| Lộc Ấp | Qua Bắc, Huyền Vũ, Tống Hà, Thái Thanh Cung, Vương Bì Lưu, Thí Lượng, Tân Tập, Mã Phô, Giả Than, Dương Hồ Khẩu, Trương Điếm, Quan Đường, Sinh Thiết Trủng              |
| Lộc Ấp | Hương |
| Lộc Ấp | Trịnh Gia Tập, Triệu Thôn, Nhậm Tập, Đường Tập, Cao Tập, Khâu Tập, Mục Điếm                                                                                            |
| Hạng Thành | Nhai đạo |
| Hạng Thành | Hoa Viên, Thủy Trại, Đông Phương, Liên Hoa, Thiên Nhật Các, Quang Vũ                                                                                                   |
| Hạng Thành | Trấn |
| Hạng Thành | Nam Đốn, Tôn Điếm, Lý Trại, Giả Lĩnh, Cao Tự, Tân Kiều, Phó Tập, Quan Hội, Đinh Tập, Trịnh Quách, Mạt Lăng, Vương Minh Khẩu, Phạm Tập, Tam Điếm, Vĩnh Phong            |

### Trú Mã Điếm
| Thành phố cấp địa khu Trú Mã Điếm quản lí trực tiếp 10 đơn vị hành chính cấp huyện, bao gồm 1 quận và 9 huyện. Các đơn vị hành chính cấp huyện này được chia thành... đơn vị hành chính cấp hương, bao gồm... nhai đạo,... trấn và... hương. | |
| Dịch Thành | Nhai đạo |
| Dịch Thành | Nhân Dân Nhai, Đông Phong Lộ, Tây Viên Nhai, Tân Hoa Nhai, Nam Hải, Lão Nhai, Tượng Lâm, Tuyết Tùng, Thuận Hà, Lưu Các, Hương Sơn, Cổ Thành, Kim Kiều |
| Dịch Thành | Trấn |
| Dịch Thành | Thủy Truân, Sa Hà Điếm, Bản Kiều, Chư Thị, Nghĩ Phong                                                                                                 |
| Dịch Thành | Hương |
| Dịch Thành | Lão Hà, Chu Cổ Động, Hồ Miếu |
| Tây Bình | Nhai đạo |
| Tây Bình | Bách Thành, Bách Đình, Bách Uyển |
| Tây Bình | Trấn |
| Tây Bình | Ngũ Câu Doanh, Quyền Trại, Sư Linh, Xuất Sơn, Bồn Nghiêu, Luy Tổ, Tống Tập, Nhị Lang                                                                  |
| Tây Bình | Hương |
| Tây Bình | Trọng Cừ, Nhân Hòa, Đàm Điếm, Lô Miếu, Dương Trang, Chuyên Tham, Tiêu Trang                                                                           |
| Tây Bình | Hương dân tộc |
| Tây Bình | Thái Trại |
| Thượng Thái | Nhai đạo |
| Thượng Thái | Thái Đô, Lô Cương, Trọng Dương, Ngọa Long |
| Thượng Thái | Trấn |
| Thượng Thái | Hoàng Phụ, Dương Tập, Thù Hồ, Đảng Điếm, Chu Lý, Hoa Pha, Tháp Kiều, Đông Hồng, Thiệu Điếm, Ngũ Long, Hòa Điếm, Hàn Trại, Thái Câu                    |
| Thượng Thái | Hương |
| Thượng Thái | Đại Lộ Lý, Vô Lượng Tự, Dương Truân, Tề Hải, Sùng Lễ, Đông Ngạn, Tiểu Nhạc Tự, Tây Hồng, Bách Xích                                                    |
| Bình Dư | Nhai đạo |
| Bình Dư | Cổ Hòe, Thanh Hà, Đông Hoàng |
| Bình Dư | Trấn |
| Bình Dư | Dương Phụ, Đông Hòa Điếm, Miếu Loan, Xạ Kiều, Tây Dương Điếm, Dương Thành, Quách Lâu, Lý Truân, Vạn Kim Điếm, Cao Dương Điếm, Vạn Trủng               |
| Bình Dư | Hương |
| Bình Dư | Thập Tự Lộ, Ngọc Hoàng Miếu, Lão Vương Cương, Tân Điếm, Song Miếu                                                                                     |
| Chính Dương | Nhai đạo |
| Chính Dương | Chân Dương, Thanh Nguyên |
| Chính Dương | Trấn |
| Chính Dương | Hàn Đống, Nhữ Nam Phụ, Đồng Chung, Đẩu Câu, Hùng Trại, Đại Lâm, Vĩnh Hưng, Viên Trại                                                                  |
| Chính Dương | Hương |
| Chính Dương | Thận Thủy, Phó Trại, Tân Nguyễn Điếm, Du Phường Điếm, Lôi Trại, Vương Vật Kiều, Lữ Hà, Bì Điếm, Bành Kiều, Lan Thanh                                  |
| Xác Sơn | Nhai đạo |
| Xác Sơn | Bàn Long, Tam Lý Hà, Lãng Lăng |
| Xác Sơn | Trấn |
| Xác Sơn | Trúc Câu, Nhậm Điếm, Tân An Điếm, Lưu Trang, Lưu Điếm, Ngõa Cương, Song Hà, Thạch Cổn Hà, Lý Tân Điếm, Phổ Hội Tự                                     |
| Bí Dương | Nhai đạo |
| Bí Dương | Hoa Viên, Bí Thủy, Cổ Thành |
| Bí Dương | Trấn |
| Bí Dương | Dương Sách, Mã Cốc Điền, Xuân Thủy, Quan Trang, Xa Loan, Quách Tập, Thái Sơn Miếu, Vương Điếm, Dương Gia Tập, Cao Điếm, Cao Ấp                        |
| Bí Dương | Hương |
| Bí Dương | Bàn Cổ, Đồng Sơn, Hạ Bi Tự, Tượng Hà, Phó Trang, Giả Lâu, Hoàng Sơn Khẩu, Song Miếu Nhai                                                              |
| Nhữ Nam | Nhai đạo |
| Nhữ Nam | Nhữ Ninh, Tam Môn Áp, Cổ Tháp, Túc Áp Hồ |
| Nhữ Nam | Trấn |
| Nhữ Nam | Vương Cương, Lương Chúc, Hòa Hiếu, Lão Quân Miếu, Lưu Bồn, Kim Phô, Đông Quan Trang, Thường Hưng, La Điếm, Hàn Trang, Tam Kiều, Trương Lâu            |
| Nhữ Nam | Hương |
| Nhữ Nam | Nam Dư Điếm, Bản Điếm |
| Toại Bình | Nhai đạo |
| Toại Bình | Cù Dương, Xa Trạm, Liên Hoa Hồ, Chử Đường, Ngô Phòng                                                                                                  |
| Toại Bình | Trấn |
| Toại Bình | Ngọc Sơn, Tra Nha Sơn, Thạch Trại Phô, Hòa Hưng, Thẩm Trại, Dương Phong, Thường Trang, Hoa Trang                                                      |
| Toại Bình | Hương |
| Toại Bình | Hòe Thụ, Văn Thành |
| Tân Thái | Nhai đạo |
| Tân Thái | Cổ Lữ, Kim Thị, Nguyệt Lượng Loan |
| Tân Thái | Trấn |
| Tân Thái | Chuyên Điếm, Trần Điếm, Phật Các Tự, Luyện Thôn, Đường Thôn, Hàn Tập, Long Khẩu, Hoàng Lâu, Tôn Triệu, Dư Điếm                                        |
| Tân Thái | Trấn dân tộc |
| Tân Thái | Lý Kiều |
| Tân Thái | Hương |
| Tân Thái | Hà Ổ, Quan Tân, Tống Cương, Đốn Cương, Giản Đầu, Dương Trang Hộ, Hóa Trang, Lịch Thành, Di Đà Tự                                                      |

### Đơn vị hành chính cấp huyện trực thuộc tỉnh
| Tỉnh Hà Nam quản lí trực tiếp 1 đơn vị hành chính cấp huyện là thành phố cấp huyện Tế Nguyên. Thành phố này được chia thành 16 đơn vị hành chính cấp hương, bao gồm 5 nhai đạo và 11 trấn. | |
| Tế Nguyên | Nhai đạo |
| Tế Nguyên | Thấm Viên, Tế Thủy, Bắc Hải, Thiên Đàn, Ngọc Tuyền                                                            |
| Tế Nguyên | Trấn |
| Tế Nguyên | Khắc Tỉnh, Ngũ Long Khẩu, Chỉ Thành, Thừa Lưu, Thiệu Nguyên, Pha Đầu, Lê Lâm, Đại Dục, Tư Lễ, Vương Ốc, Hạ Dã |